# Calyptranthes macrophylla
Calyptranthes macrophylla är en myrtenväxtart som beskrevs av Otto Karl Berg. Calyptranthes macrophylla ingår i släktet Calyptranthes och familjen myrtenväxter. Inga underarter finns listade i Catalogue of Life.